# Metalltalet
Metalltalet var ett politiskt linjetal som hölls av Sveriges statsminister Tage Erlander inför Metallarbetarförbundets kongress den 22 augusti 1961. Med talet ville statsministern klargöra regeringens inställning till ett svenskt medlemskap i Europeiska Ekonomiska Gemenskapen (EEG). Talet, som var skrivet av Sverker Åström och Olof Palme, argumenterade emot ett sådant medlemskap. De argument som framfördes byggde på att medlemskap i EEG inte var förenligt med Sveriges neutralitetspolitik och delar av den socialdemokratiska ekonomiska politiken.